# Pinguicula jarmilae
Pinguicula jarmilae (o Pinguicula chuquisacensis) es una planta carnívora del género Pinguicula endémica de Bolivia, donde crece en alturas entre 2100 - 2500 m sobre el nivel del mar.